# Пяски (Конецький повіт)
Пя́ски (пол. Piaski) — село в Польщі, у гміні Слупія Конецька Конецького повіту Свентокшиського воєводства.
Населення — 74 особи (2011).
У 1975—1998 роках село належало до Келецького воєводства.

## Демографія
Демографічна структура на день 31 березня 2011 року:
|          | Загалом | Допрацездатний вік | Працездатний вік | Постпрацездатний вік |
| -------- | ------- | ------------------ | ---------------- | -------------------- |
| Чоловіки | 38      | 5                  | 24               | 9                    |
| Жінки    | 36      | 5                  | 18               | 13                   |
| Разом    | 74      | 10                 | 42               | 22                   |